# Storia della Tanzania
La storia dell'odierna Tanzania è fortemente denotata dall'incontro e dalla sovrapposizione, nel tempo, di diverse culture e influenze; inoltre, la storia della Tanzania continentale è stata in gran parte disgiunta (sebbene non indipendente) da quella dell'isola di Zanzibar, unitasi politicamente al resto del paese solo nel 1964. In corrispondenza del medioevo europeo e oltre, tutta la regione conobbe l'influenza determinante degli arabi e dei persiani; in epoca coloniale, essa fu controllata (con diverse connotazioni formali) prima da portoghesi, poi dai tedeschi e infine dagli inglesi. Dopo l'indipendenza (ottenuta fra il 1961 e il 1963) vi fu un periodo di amministrazione monopartitica, conclusosi nel 1995 con le prime elezioni democratiche multipartitiche del paese.

## Preistoria
In Tanzania sono stati ritrovati alcuni dei più antichi reperti archeologici relativi all'evoluzione dell'uomo. La Gola di Olduvai, nella parte settentrionale del paese, viene spesso indicata come "la culla dell'uomo" da quando i celebri scavi di Louis Leakey iniziarono a portare alla luce il grande patrimonio di fossili umani nascosti negli strati rocciosi della gola. A Olduvai sono stati ritrovati, tra l'altro, ossa di Paranthropus di età stimata intorno ai due milioni di anni, e impronte di un antenato dell'uomo risalenti a circa 3,6 milioni di anni fa..
Fra le culture preistoriche della Tanzania si possono citare quelle paleolitiche acheuleana, sangoana e lupembana, di cui sono stati trovati importanti reperti nella zona delle cascate Kalambo, al confine con lo Zambia.
Si ritiene che circa 10.000 anni fa la Tanzania fosse popolata da comunità di cacciatori-raccoglitori, forse di ceppo linguistico khoisan. Fra 5000 e 3000 anni fa sopraggiunsero nell'area dal nord popolazioni di lingua cuscitica, che gradualmente assorbirono le originarie popolazioni khoisan. Questi gruppi portarono l'agricoltura e l'allevamento.
Circa 2000 anni fa nuove migrazioni portarono in Tanzania, dall'Africa occidentale, gruppi bantu, che a loro volta assorbirono le popolazioni preesistenti introducendo nuove tecnologie (in particolare la lavorazione del ferro) e una diversa organizzazione sociale e politica. In seguito, la popolazione della Tanzania fu anche arricchita dal continuo interscambio con le popolazioni di pastori nilotici del nord.

## Antichità
La regione costiera ha visto la presenza di commercianti e di influenze straniere fin dai tempi antichi.
Rhapta, antica città commerciale situata a metà strada tra la regione del Tanga e il delta del fiume Rufiji, nel sud dell'antico territorio di Azania, era un emporio familiare per i mercanti di epoca romana, provenienti soprattutto dalla Grecia, dall'Egitto, dalla Fenicia.
Ma è con i mercanti della Penisola arabica, del Golfo Persico e dell'India che le relazioni sono state più forti. Le navi, i famosi dau che venivano guidati dai venti monsonici, arrivavano a Zanzibar verso dicembre dall'India e dalla penisola arabica. Nei mesi di marzo-aprile, ripartivano grazie agli alisei che soffiavano da sud-est.
I commercianti antichi sfruttarono presto i benefici di questa costa africana per l'approvvigionamento di oro, avorio, legni preziosi, pelli, cera e forse già schiavi. La regione costiera e le isole erano abitate all'epoca dalle tribù Bantu africane e le interazioni tra queste popolazioni indigene coi mercanti persiani e arabi sembravano fiorenti. Un manuale greco per marinai del I secolo, il Periplo del Mar Eritreo, menziona già questi mercanti che parlano la lingua locale e sono sposati con donne africane.

## Arabi e persiani

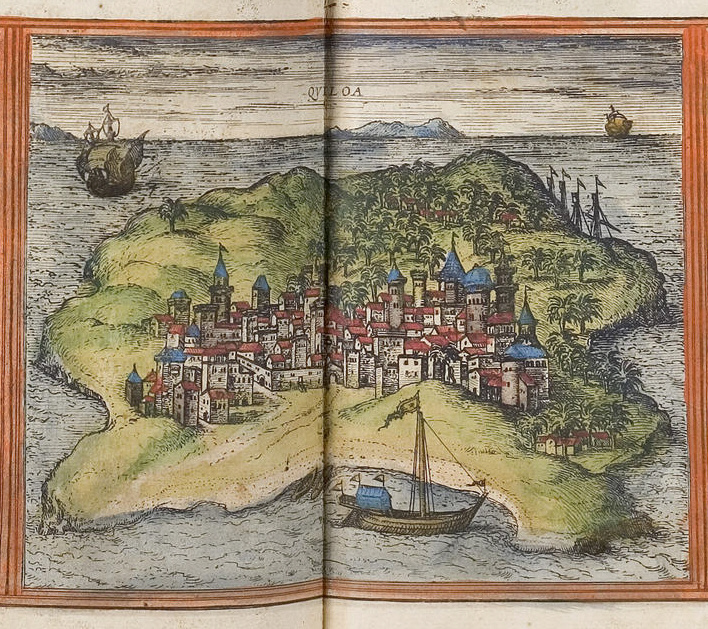
Antica incisione raffigurante la città di Kilwa, in Tanzania, intorno al 1590

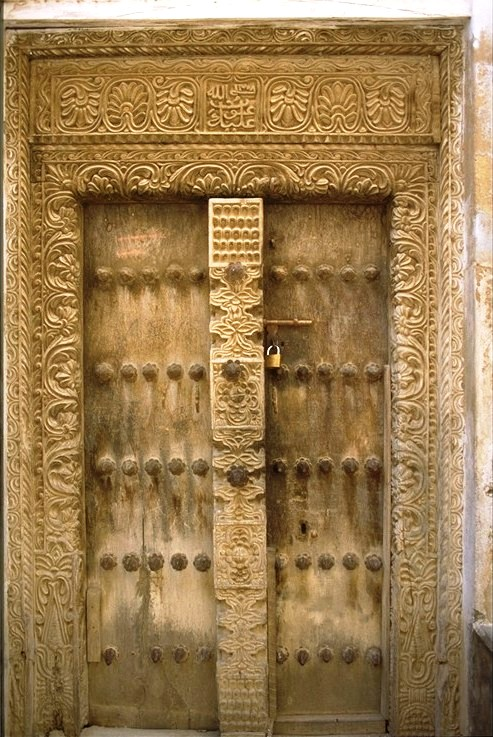
L'architettura mediorientale di Stone Town, Zanzibar

A partire dai primi secoli del I millennio, i commercianti arabi e persiani iniziarono a stabilire insediamenti sulla costa orientale della Tanzania. L'incontro con la cultura locale portò alla nascita della lingua e della cultura swahili, che uniscono elementi bantu, arabi e islamici. Questa cultura ebbe un grandissimo impatto sulla storia dell'Africa orientale, e la sua influenza si estese fino al Madagascar, alle Comore, all'Africa centrale, ai Regni dei Grandi Laghi e allo Zimbabwe. Nel VII secolo arabi e persiani costruirono numerose città sulla costa e sulle isole di Zanzibar e Kilwa. Fra il XIII e il XV secolo queste città conobbero un periodo di grande sviluppo, alimentato da un fiorente commercio di avorio, oro e altri beni, che arrivavano a essere venduti fino ai mercati di India e Cina. Complessivamente, questa epoca di ricchezza viene indicata con il nome di epoca shirazi. Nei primi anni del XIV secolo, Ibn Battuta, un viaggiatore berbero che aveva visto gran parte del mondo allora conosciuto, annoverava Kilwa fra le città più belle e ricche del mondo.
Nel 1498 l'esploratore portoghese Vasco da Gama raggiunse la costa orientale dell'Africa avendo doppiato il Capo di Buona Speranza. Allo scopo di consolidare i propri commerci in oriente, nel giro di pochi decenni i portoghesi conquistarono il controllo di gran parte della costa, dal Mozambico alla Tanzania. La colonizzazione portoghese in Tanzania fu complessa e cruenta; i mercenari che giungevano sulle coste insieme ai coloni sono ricordati per la loro efferatezza, ma non riuscirono comunque a ottenere la completa sottomissione dei bantu. Nel XVIII secolo, gli arabi del sultanato di Oman iniziarono a interessarsi alla regione, e sostennero gli indigeni nella lotta contro i portoghesi, che dovettero ritirarsi dai possedimenti a nord del fiume Ruvuma. Nel 1840, il sultano di Oman Majid bin Said spostò la propria capitale a Zanzibar. Il nascente sultanato di Zanzibar estendeva il proprio controllo su buona parte delle coste orientali dell'odierna Tanzania.
Majid bin Said e i suoi successori diedero inizio a un nuovo periodo di sviluppo economico della zona, creando rotte commerciali che mettevano in comunicazione le zone interne del lago Tanganica e dell'Africa centrale con l'Estremo Oriente. Fu in questo periodo che Zanzibar divenne una delle capitali della cosiddetta rotta orientale della tratta di schiavi africani. Gli arabi introdussero anche la produzione di chiodi di garofano, che valse a Zanzibar e ad alcune isole vicine l'appellativo di "isole delle spezie". Questo nuovo periodo di dominazione araba, seguito all'epoca shirazi, contribuì a rafforzare il carattere medio-orientale della cultura di Zanzibar e della costa orientale della Tanzania.

## Dall'esplorazione al colonialismo

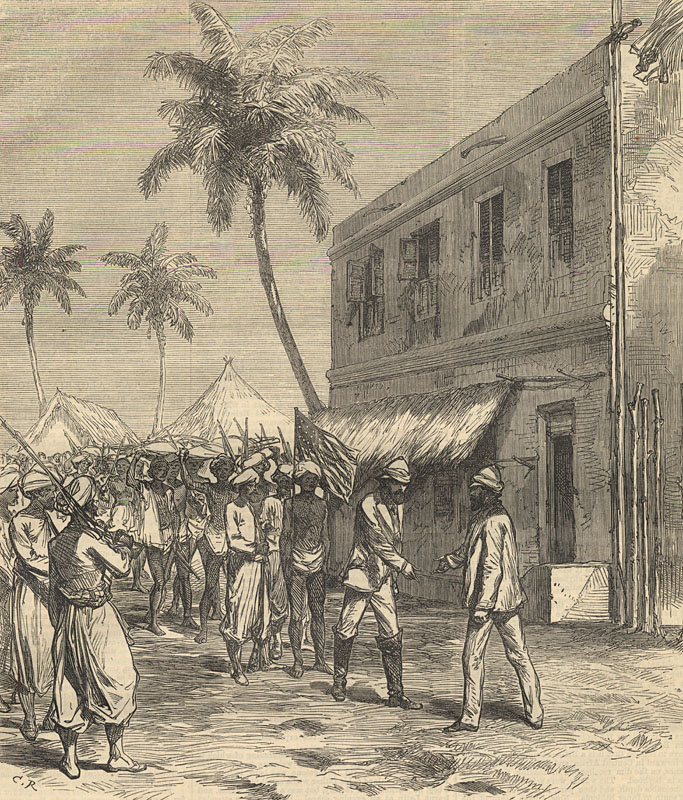
L'incontro di Stanley e Livingstone, in una illustrazione dal The Illustrated London News, 1872

Se la costa orientale della Tanzania era nota agli europei fin dal tempo della colonizzazione portoghese, la zona dei Grandi Laghi e in generale l'entroterra della regione furono esplorati molto solo a partire dalla metà del XIX secolo. Quando gli europei iniziarono a spingersi verso l'interno del continente, la regione era suddivisa in un gran numero di piccoli regni come Karagwe e Buzinza, che a loro volta erano in un rapporto di vassallaggio con i più potenti regni di Ruanda, Burundi e Buganda.
Uno dei primi esploratori dell'entroterra dell'Africa orientale fu il missionario tedesco Johannes Rebmann, che viene ricordato come il primo europeo ad aver visto il Kilimanjaro, nel 1848. Nel 1857 Richard Burton e John Speke giunsero sulle sponde del lago Tanganica. Nel 1866 partì da Zanzibar David Livingstone, che si spinse nell'entroterra alla ricerca delle sorgenti del Nilo; Livingstone stabilì la sua ultima base a Ujiji, sulle sponde del Tanganica, e poi perse per diversi anni i contatti con il mondo esterno. Dato per disperso, fu ritrovato nel 1871 da Henry Morton Stanley, che proprio sulle sponde del Tanganica pronunciò le celebri parole: Il dottor Livingstone, suppongo?
Nel 1877 ebbero inizio una serie di spedizioni belghe, che portarono alla creazione di due insediamenti sul Tanganica: Kigoma sul lato orientale e Mpala su quello occidentale. Nel 1884, l'entroterra era abbastanza conosciuto da consentire al tedesco Karl Peters di condurre una serie di negoziati con i capi locali per convincerli ad accettare la protezione della Germania, gettando le basi per la successiva creazione di una vera e propria colonia.
Mentre gli esploratori si spingevano nell'entroterra continentale, i diplomatici e i politici soprattutto britannici stringevano rapporti sempre più stretti con il sultanato di Zanzibar. Tra l'altro, gli inglesi cercarono di far pressioni sul sultano nel contesto del loro sforzo per l'abolizione della schiavitù. Nel 1876 il sultanato acconsentì a vietare formalmente la tratta di schiavi, e nel 1890, Zanzibar e la vicina isola di Pemba divennero protettorato britannico con il Trattato di Helgoland-Zanzibar, lo stesso con cui la Germania ottenne il controllo del Dito di Caprivi. Anche a Zanzibar gli inglesi applicarono una formula di governo indiretto, lasciando al sultano una larga autonomia sulle questioni locali. Nonostante qualche occasionale sommovimento indipendentista (come quello che condusse alla brevissima guerra anglo-zanzibariana del 1896, il controllo britannico su Zanzibar proseguì senza sconvolgimenti fino a dopo la seconda guerra mondiale.

## Africa Orientale Tedesca

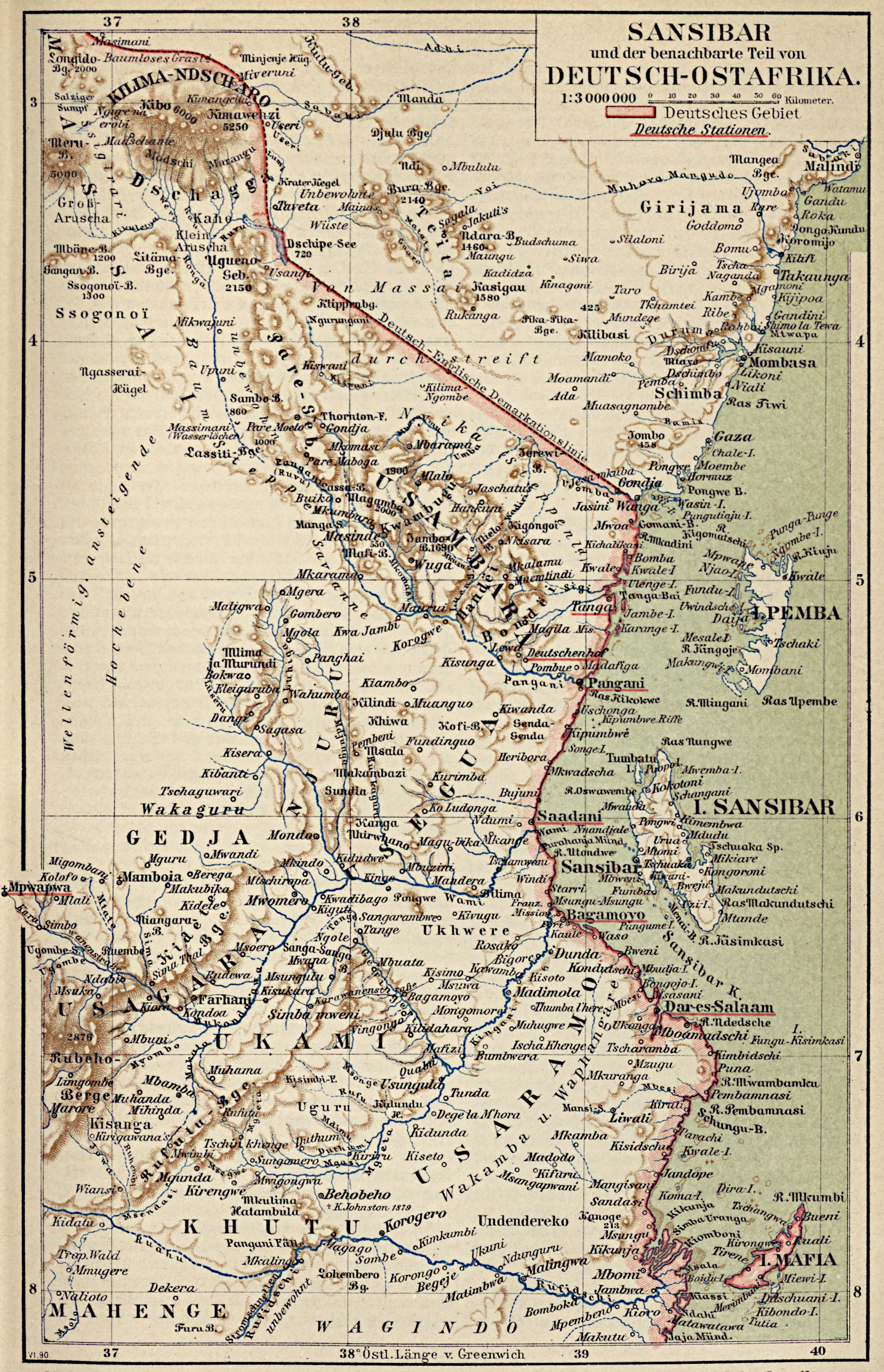
Cartina dell'Africa orientale tedesca dall'enciclopedia Meyers Konversations-Lexikon, 1885-1890

Alla Conferenza di Berlino (1884), in cui le potenze europee e la Turchia si accordarono sulle regole commerciali da rispettare nell'area, si decisero probabilmente le sorti della Tanzania continentale. Il Sultanato di Zanzibar non intervenne alle trattative, e rimase formalmente indipendente. Sull'entroterra avanzavano pretese il Belgio, il Regno Unito e la Germania. Il Belgio si ritirò dalla contesa una volta assicuratosi il controllo del bacino del fiume Congo. Tedeschi e inglesi fissarono nei dettagli i rispettivi confini fra il 1886 e il 1890, ma già del 1885 era nata formalmente la colonia dell'Africa Orientale Tedesca, amministrata dalla Compagnia dell'Africa Orientale Tedesca di Karl Peters su mandato del Kaiser. Nel 1886 il sultano di Zanzibar vendette la striscia di costa antistante l'isola alla Compagnia, che vi collocò i propri centri amministrativi: prima a Bagamoyo e poi a Dar es Salaam, che divenne capitale della colonia nel 1891.
I tedeschi portarono in Africa orientale molte innovazioni, costruendo ferrovie, strade e città, e introducendo numerosi nuovi tipi e tecniche di coltivazione. Allo stesso tempo, la loro amministrazione fu molto dura verso le popolazioni locali. Il primo tentativo di scacciare i tedeschi fu la rivolta del popolo hehe guidato dal capo Mkwawa (fra il 1891 e il 1894), brutalmente repressa dai tedeschi. Mkwawa si diede alla macchia e per alcuni anni cercò di opporsi ai tedeschi con la guerriglia; nel 1898 il suo gruppo di resistenti fu definitivamente sconfitto e Mkwawa si suicidò.
Nel 1902, il tentativo dell'amministrazione tedesca di introdurre un sistema di lavoro forzato nelle piantagioni di cotone causò una serie di agitazioni presso le popolazioni della zona del fiume Rufiji. Nel 1905, la crescente tensione sfociò in una nuova rivolta, questa volta da parte del popolo Matumbi guidato da Kinjikitile Ngwale. L'insurrezione dei Matumbi fu il segnale che molti altri gruppi attendevano, e in poco tempo gli scontri si estesero in gran parte della colonia, da Dar es Salaam ai monti Uluguru, nella valle di Kilombero, sugli altopiani di Mahenge e Makonde, presso il fiume Ruvuma, a Kilwa, Songea, Masasi, Kilosa e Iringa, fino alle sponde settentrionali del lago Malawi. Momento culminante di questo sconvolgimento fu la rivolta dei Maji Maji (1907), che viene fatta coincidere da alcuni storici con la nascita del sentimento nazionalista tanzaniano. Al movimento dei Maji Maji, iniziato dal popolo Ngoni, parteciparono diverse tribù della Tanzania meridionale. Anche questa rivolta fu repressa dai tedeschi, con un numero di vittime molto alto su entrambi i fronti (gli africani che persero la vita nei combattimenti o per fame sono stimati intorno ai 120.000).

## Prima guerra mondiale

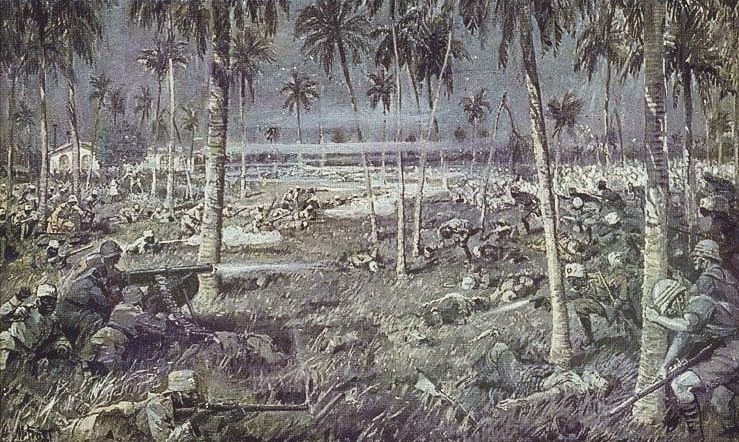
La battaglia di Tanga, una delle più importanti battaglie combattute in Africa nella prima guerra mondiale

Allo scoppiare della prima guerra mondiale, il confine fra i possedimenti inglesi e quelli tedeschi in Africa orientale diventò una linea di combattimento. Nelle prime fasi del conflitto, i tedeschi apparvero in vantaggio, e in condizione di sferrare numerosi attacchi nel territorio dell'Africa Orientale Britannica. I tentativi di contrattacco da parte inglese incontrarono enormi difficoltà, anche a causa delle caratteristiche morfologiche del territorio: le coste erano in gran parte inadatte allo sbarco e protette da una fascia di paludi, e dall'interno laghi e montagne rendevano l'accesso altrettanto difficile.
Gli inglesi contrattaccarono cercando di conquistare la città di Tanga in una celebre battaglia (4 novembre 1914), ma furono sconfitti. Nello stesso anno, però, la marina britannica conquistò l'isola di Mafia e, sostanzialmente, impose la supremazia navale britannica nell'oceano. L'Africa Orientale Tedesca perse i contatti con la madrepatria e lo stesso Lettow-Vorbeck decise strategicamente di passare dallo scontro aperto alla guerriglia. Questo permise ai tedeschi di resistere per un periodo estremamente lungo, tanto che le ostilità si chiusero solo quando la Germania dichiarò la propria resa nel 1918.
Il lungo periodo di guerriglia contribuì a danneggiare molte delle infrastrutture che i tedeschi avevano costruito in Africa orientale. Il sistema scolastico creato dai tedeschi per i nativi della colonia, per esempio, era largamente superiore a quello introdotto da altre potenze europee nei rispettivi possedimenti in Africa; durante la guerra, molti edifici scolastici furono distrutti e cessarono di funzionare.

## Nascita del Tanganica

La bandiera del Tanganica dal 1919 al 1961

Con la sconfitta della Germania nella prima guerra mondiale, la Lega delle Nazioni assegnò al Regno Unito il mandato per amministrare l'ex Africa Orientale Tedesca. Dar es Salaam continuò a svolgere il ruolo di capitale della colonia, e il primo amministratore britannico a insediarvisi fu Sir Horace Archer Byatt. I coloni tedeschi in parte rimpatriarono in Europa, e in parte accettarono di rimanere sotto l'amministrazione britannica. Nel 1920 la colonia fu ribattezzata Tanganica (Tanganyika). Nel 1924 il Regno Unito e il Belgio firmarono un trattato che definiva nel dettaglio i confini fra il Tanganica e i possedimenti belgi del Ruanda-Urundi.
Gli inglesi attuarono in Tanganica una politica di governo indiretto, promuovendo la nascita di istituzioni e organizzazioni composte da africani e consentendo gradualmente l'ingresso dei tanzaniani negli organi legislativi e amministrativi. Nel frattempo furono eseguiti importanti lavori pubblici, come la costruzione delle ferrovie fra Tabora e Mwanza (1928) e fra Moshi e Arusha (1929). Furono messe in atto campagne contro la diffusione della malattia del sonno, della malaria e della schistosomiasi (bilharziosi), e furono costruiti molti nuovi ospedali.
Il mandato al Regno Unito fu confermato il 13 dicembre 1946 dalle Nazioni Unite. Negli anni successivi, il Tanganica iniziò una graduale evoluzione verso l'indipendenza. Il ruolo di guida del processo spettò al Tanganyika African National Union (TANU) fondato da Julius Nyerere, che all'epoca era maestro di scuola ed era uno dei due soli tanzaniani ad aver ricevuto un'istruzione di livello universitario all'estero.

## Indipendenza e Ujamaa
Il partito di Julius Nyerere, TANU, operò a favore dell'indipendenza del Tanganica a partire dalla sua fondazione nel 1954. Il Tanganica divenne formalmente autonomo nel maggio del 1961, e pienamente indipendente il 9 dicembre dello stesso anno; Nyerere fu eletto primo ministro. La nuova nazione fu accolta come repubblica nel Commonwealth un anno dopo.
Il 9 dicembre del 1963, esattamente due anni dopo la dichiarazione d'indipendenza del Tanganica, anche Zanzibar divenne indipendente, formandosi come monarchia costituzionale sotto il governo del sultano. Il primo governo fu formato dal Partito Afro-Shirazi (Afro-Shirazi Party, ASP) che, come nel caso del Tanganica, era stata la principale forza politica a guida della transizione verso l'indipendenza.
Il 26 aprile 1964 Tanganica e Zanzibar si unirono a formare la Repubblica Unita di Tanganica e Zanzibar (United Republic of Tanganyika and Zanzibar), ribattezzata Tanzania il 29 ottobre. Il nome "Tanzania" è un portmanteau formato dall'unione di "Tanganica" e "Zanzibar". Nella costituzione della nuova repubblica, Zanzibar mantenne un elevato grado di autonomia rispetto alle autorità centrali. Nel 1977, per volere di Nyerere, il TANU e l'ASP si fusero in un partito unico, il Chama Cha Mapinduzi (CCM).
La nascita della Tanzania come unione di Tanganica e Zanzibar è riconducibile a un progetto condiviso da Nyerere e dalle autorità coloniali britanniche, ma non realizzato, di creare in Africa orientale una più ampia federazione di stati, che includesse Tanganica, Zanzibar, Kenya, Uganda ed eventualmente Nyasaland (l'odierno Malawi).
La politica di Nyerere e del TANU/CCM fu caratterizzata dal tentativo di riformare profondamente la società tanzaniana, sradicando il retaggio lasciato dal colonialismo sul piano economico, politico e culturale e riscoprendo la tradizione africana in chiave socialista. Il progetto culturale e politico di Nyerere prende il nome di Ujamaa (in swahili "famiglia estesa"), e ha il suo principale manifesto nella dichiarazione di Arusha, su cui si basa in parte la costituzione della Tanzania stilata nel 1982 e modificata nel 1984. Il CCM aveva la funzione di guida di questa transizione e governò per diversi decenni in regime strettamente monopartitico, dedicando parte delle sue risorse alla diffusione della cultura dell'Ujamaa nelle scuole.
L'Ujamaa identificava nel villaggio rurale con proprietà collettiva dei mezzi di produzione l'unità fondamentale della società e dell'economia del paese. Obiettivo di Nyerere era quello di portare la Tanzania all'autosufficienza, rifiutando energicamente l'ingresso del paese nelle logiche di mercato internazionali proprie del modello occidentale. L'Ujamaa rappresenta uno degli esempi più eclatanti e tipici di socialismo africano, e pose in contrapposizione la Tanzania col vicino Kenya, che invece abbracciò subito dopo l'indipendenza la logica del capitalismo internazionale.

## Guerra con l'Uganda
Nel 1979 l'Uganda di Idi Amin tentò di invadere la regione tanzaniana di Kagera. La Tanzania respinse l'offensiva, e proseguì con l'invasione dell'Uganda. L'esercito tanzaniano avanzò in Uganda con il sostegno degli esuli ugandesi oppositori di Amin, raccoltisi nell'Esercito di liberazione nazionale dell'Uganda. Questa coalizione prese la capitale ugandese Kampala l'11 aprile, costringendo Amin alla fuga e all'esilio.

## Eventi recenti

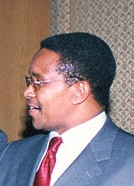
Jakaya Kikwete, presidente della Tanzania dal 2005 al 2015

Nel 1985 Nyerere passò il governo del paese al numero due del CCM, Ali Hassan Mwinyi, che nel 1990 sostituì Nyerere anche come segretario del partito. Sotto il governo di Mwinyi vennero messe in atto le riforme necessarie a consentire elezioni democratiche multipartitiche, che ebbero luogo per la prima volta dell'ottobre del 1995. Le elezioni furono vinte a larga maggioranza dal CCM, che elesse il proprio candidato Benjamin William Mkapa alla presidenza il 23 novembre.
Nel 1998, la città di Dar es Salaam fu uno dei teatri della serie di attentati alle ambasciate statunitensi che coinvolse anche Nairobi.
I risultati delle successive elezioni politiche del 2000, nuovamente vinte dal CCM, furono contestati dall'opposizione, e la tensione politica sfociò in una serie di scontri fra la polizia e i dimostranti a Zanzibar nel gennaio del 2001.. Ancora il CCM risultò vincitore nella consultazione del dicembre 2005, con l'elezione del successivo presidente Jakaya Mrisho Kikwete.